# Горбов, Александр Иванович
 Александр Иванович Горбов  (10 [22] мая 1857, Москва — 26 января 1939, Ленинград) — учёный-химик, профессор.

## Биография
Родился 10 (22) мая 1857 года в Петровском-Разумовском.
В 1878 году с золотой медалью окончил Орловскую гимназию и в том же году поступил в Петербургский университет на естественное отделение физико-математического факультета, которое окончил со степенью кандидата в 1882 году.
Ещё в 1881 году он начал специально заниматься химией под руководством профессора А. М. Бутлерова сначала в лаборатории университета, а затем в лаборатории Академии наук. В 1885 году вместе с Александром Кесслером изобрёл аппарат для фракционной перегонки при пониженном давлении. С 1886 года состоял на службе в качестве лаборанта при аналитическом отделении технической химии, имел контакты с Д. И. Менделеевым.
С 1894 года — заведующий химической лабораторией в Николаевской инженерной академии в Петербурге; после Октябрьской революции, с 1918 по 1924 год — профессор лаборатории.
В 1906—1912 годах совместно с профессором В. Ф. Миткевичем спроектировал и построил первую в России опытную электрическую печь для получения азотной кислоты из воздуха электро-дуговым методом (Процесс Биркеланда-Эйда), получившую название «печь Горбова-Миткевича». 
Был действительным членом Русского физико-химического общества.
Во время Первой мировой войны принимал участие в разработке И. Н. Воскресенским на Петроградском Ижорском заводе огнемёта, принятого на вооружение русской армии.
Был председателем Сапропелевого комитета Комиссии по изучению естественных производительных сил России при академии наук, членом Совета Российского Института прикладной химии.
В июле 1921 года был арестован по «Делу Таганцева» (дело «Петроградской боевой организации») и в октябре был приговорён к одному году лагеря. Однако по ходатайству Военно-инженерной академии его отпустили, чтобы он мог продолжить преподавание., но после ходатайств освобожден. С 1927 года был редактором журнала «Прикладная химия».
В 1934 году он заочно проходил по делу «контрреволюционной национал-фашистской организации «Российская национальная партия». Посмертно был реабилитирован.
Умер в Ленинграде 26 января 1939 года.

## Семья
Был женат на дочери потомственного дворянина Марии Александровне Михельсон. Их дети: Иван (род. 27.11.1895) и Мария (род. 27.11.1896), а также Александр и Ольга (оба род. 27.03.1900).